# 嘉民·德·雷列斯
聖嘉民·德·雷列斯（Camillus de Lellis；1550年5月25日—1614年7月14日），舊譯作嘉彌祿。嘉布遣會會士，也是天主教修會團體靈醫會的創始人。尊稱為「病者的慈父、醫護的師表」。生於軍人世家的他原隨父於威尼斯從軍，生活放蕩。後於25歲時因決心改過而加入棄俗修道，但因身體不適應修會的嚴苛生活導致腿部壞疽而離會住院休養。因為住院時的經歷，所以嘉民決定要成立一個為病人服務的修會團體，並於1586年3月18日獲得批准而成立靈醫會。死後於1746年封聖，1930年教宗庇護十一世宣布為醫療系統主保。

## 生平

### 早年生涯
1550年嘉民出身自拿坡里王國基耶蒂省布基亞尼科的豪族家族，父親若望是個軍人，母親則名為卡蜜拉。出生時父母都五、六十歲了。十三歲時喪母，之後隨父在威尼斯從軍，並在十八歲時失去父親。在他的從軍生涯中他染上了賭癮，在其中曾經一度打算加入方濟會並拜訪了其擔任一間方濟院會院院長的舅舅，但被要求再考慮。之後他又回到軍伍生活中，結果因為一個沒有處理好的水泡導致重度感染，並於1571年3月7日住進了羅馬的聖雅各伯醫院，在院中他以擔任雜工的方式償還醫療費，但卻因為素行不良而被趕出醫院。離院後他又回到軍伍間，再經過四年跟著隊伍四處打仗的生活後，他因為賭博失去了所有財產而被迫當乞丐。在行乞時獲得一位叫做尼克斯楚的安東尼的人介紹而去當地的一個正在修建中的方濟會修院擔任建築工人。

### 加入方濟嘉布遣會
在這段期間他在受託送東西到另一間修院時受到該院院長的開導而獲得了感召，並在不久後請求加入方濟嘉布遣會，並通過了一段的審查期後獲得允許而入會。
入會後不久他就因為之前的腳傷復發又回到了聖雅各伯醫院，在其中曾經短暫康復一年之後又再度住院療養，在這段期間他對於照料病人的迫切性產生了不少心得，因此在幾位初期的友人協助下他建立了一個以服務病人為宗旨的小團體，在他32歲那年他成為了神父，並且正式的建立了一個修會組織。

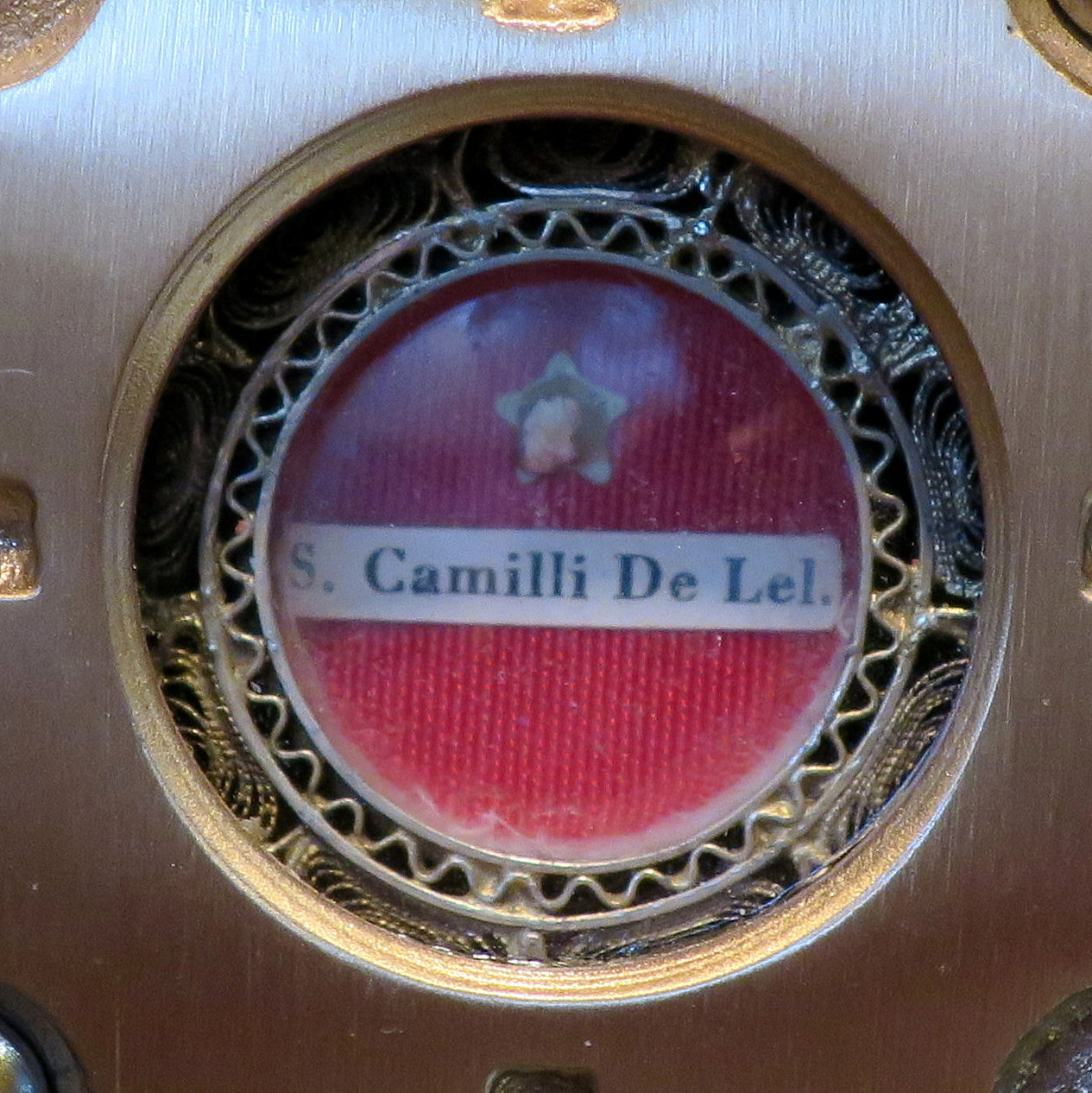
聖嘉民之心

## 聖嘉民精神
1. 我要照顧我們的服務對象，如同一位母親對待她生病的孩子一樣。
2. 我期許自己對人的服務，如同我服侍耶穌所用的精神一樣。
3. 我要把中心所有的人，當作我的主人一樣。
4. 我要培養自己對工作，無私無我犧牲奉獻的精神。
5. 我要把工作當作事業/志業，而不是一份職業。
6. 我要放棄自己的私利，努力為中心的發展而努力。
7. 我要用堅強的肩膀，面對不當的壓力。
8. 我要愛中心所有的人，如同愛我自己一樣。
9. 我要把快樂和希望帶到我的身邊，並讓他充滿整個中心。
10. 我要客氣對待我的同事和家長，支持他、鼓勵他。

## 外部連結
- 靈醫會會祖聖嘉民 財團法人天主教靈醫會官網 （页面存档备份，存于）
- St. Camillus（页面存档备份，存于）
- From Dom Alban Butler's Lives of the Saints（页面存档备份，存于）(（页面存档备份，存于）)
- Profile by Archbishop Alban Goodier（页面存档备份，存于）
- Website of the Camillians in the U.S.A.
- Website of the international Camillian Order（页面存档备份，存于）
- Servants of St. Camillus Disaster Relief Services (SOS DRS)（页面存档备份，存于）
- Founder Statue in St Peter's Basilica（页面存档备份，存于）
- Catholic Encyclopedia: St. Camillus de Lellis（页面存档备份，存于）
- Message of Pope John Paul II on the 450th anniversary of the birth of St. Camillus（页面存档备份，存于）
- Saint Camillus de Lellis（页面存档备份，存于） at the Christian Iconography（页面存档备份，存于） web site.